# (74424) 1999 BN
(74424) 1999 BN – planetoida z pasa głównego asteroid okrążająca Słońce w ciągu 4,47 lat w średniej odległości 2,71 j.a. Odkryta 17 stycznia 1999 roku.